# Syngnathus insulae
Syngnathus insulae — вид морських іглиць, що є ендеміком острова Гуадалупе (штат Баха-Каліфорнія, Мексика) в західній центральній частині Тихого океану. Морська субтропічна демерсальна риба, що сягає 20,4 см довжиною.